# أرثر بارتمان
أرثر بارتمان (بالإنجليزية: Arthur Bartman)‏ (26 مارس 1972 - ) هو لاعب كرة قدم جنوب أفريقي في مركز حراسة المرمى. لعب مع سوبر سبورت يونايتد ونادي كايزر تشيفز وموروكا سوالوز ونادي بوشبكس.